# آدام فوت
آدام فوت (انگلیسی: Adam Foote؛ زادهٔ ۱۰ ژوئیهٔ ۱۹۷۱) بازیکن هاکی روی یخ اهل کانادا است.
وی همچنین برندهٔ جوایزی همچون جام استنلی شده‌است.